# Hassi Bounif
Hassi Bounif (em árabe: حاسي بونيف) é uma comuna localizada na província de Orã, Argélia. De acordo com o censo de 2009, a população total da cidade era de 63 581 habitantes.